# براگس (اکلاهما)
براگس(به انگلیسی: Braggs) شهری در ایالت اکلاهما کشور ایالات متحده آمریکا است که جمعیت آن در سرشماری سال ۲۰۱۰ میلادی، ۲۵۹ نفر بوده‌است.